# Burg Greifenstein (Greifenstein)

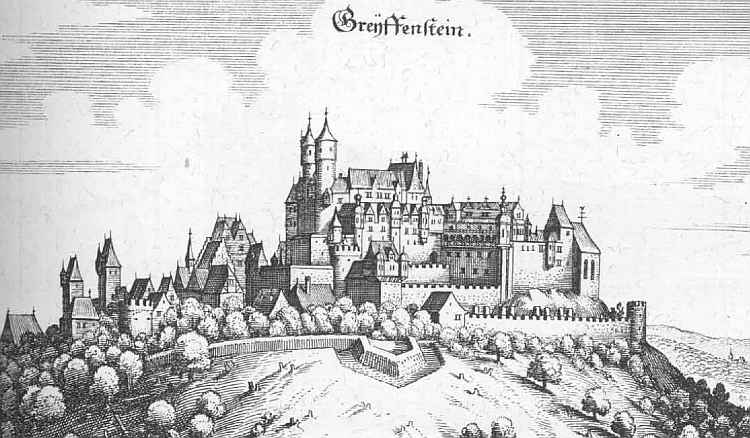
Burg Greifenstein in der Topographia Hassiae von Matthäus Merian (1655)

Die Burg Greifenstein ist die Ruine einer Höhenburg in Greifenstein im Lahn-Dill-Kreis in Mittelhessen. Als Geopunkt ist sie Teil des Nationalen GeoParks Westerwald-Lahn-Taunus.

## Lage
Die Burg Greifenstein liegt am Südrand des Ortes auf einem Berg des Dillwesterwaldes und bietet eine gute Aussicht über das Dilltal. Mit 441 Meter über NN ist sie die höchstgelegene Burg des Lahn-Dill-Kreises. Die Burg ist eine weithin sichtbare Landmarke; an der Bundesautobahn 45 weisen touristische Unterrichtungstafeln auf sie hin.

## Geschichte
Die Höhenburg wird im Jahr 1160 erstmals urkundlich erwähnt. Im 13. Jahrhundert bauten sie die Herren von Beilstein zum Schutz der Hohen Straße aus, einem wichtigen Handelsweg zwischen Frankfurt und Köln. 1298 wurde die Burg durch die Nassauer und Solmser Grafen zerstört, ebenso wie auch die Burg Lichtenstein, die ebenfalls den Herren von Beilstein gehörte und nicht mehr aufgebaut wurde. Kraft von Greifenstein verkaufte die Ruine Greifenstein 1308 ohne die Einwilligung des Oberlehensherren, des Hochstifts Worms, an König Albrecht I. Um 1303 kam Johann von Nassau-Dillenburg durch Erbteilung in den Besitz Beilsteins. Der Wormser Teil der Kalenberger Zent, zu dem auch Greifenstein gehörte, wurde ihm jedoch erst 1308 als Lehen verliehen, womit Worms gegen den Verkauf Greifensteins an den König protestierte. 1314 bekam Johann von Nassau-Dillenburg Greifenstein dann ganz offiziell als Königslehen von Friedrich dem Schönen, als Belohnung dafür, dass Johann ihn zum römisch-deutschen König gewählt hatte. Friedrich der Schöne verpfändete Greifenstein noch zweimal an Johann von Nassau-Dillenburg: In den Jahren 1315 und 1321. Die 1322 durch König Ludwig IV. erteilte Erlaubnis an Graf Gottfried von Sayn zum Bau der Burg Greifenstein auf Reichsboden und zur Errichtung einer befestigten Stadt unterhalb der Burg mit Frankfurter Stadtrecht blieb folgenlos, der saynische Burgenbau wurde nicht verwirklicht. Erst nach 1382 baute Graf Johann von Solms-Burgsolms zusammen mit Ruprecht dem Streitbaren von Nassau-Sonnenberg die Burg Greifenstein wieder auf. Aus dieser Zeit stammen die in die Schildmauer eingefügten beiden charakteristischen Türme. Im September 1408 wurde die Burg bei der Freilassung des Grafen Johann von Solms Offenhaus des Erzstifts Trier.
Nachdem die Burg Greifenstein unter verschiedenen Besitzern bis 1676 verfallen war, wurde sie von Graf Wilhelm Moritz von Solms-Greifenstein zu einem barocken Schloss ausgebaut. Nach der Übersiedlung des Grafen nach Braunfels 1693 verfiel die Anlage zur Ruine.
Im Jahr 1969 wurde die Burgruine dem neu gegründeten Greifenstein-Verein geschenkt, der sich bis heute um den Erhalt der öffentlich zugänglichen Anlage, in die ein Restaurant integriert ist, kümmert. Die Burg ist ein Kulturdenkmal aufgrund des Hessischen Denkmalschutzgesetzes. Ihre Restaurierung wurde seit 1995 auch von der Bundesrepublik Deutschland gefördert, da sie als Denkmal von nationaler Bedeutung eingestuft wurde.

## Anlage
Der Rundgang über das Burggelände führt zu einem Gefängnis mit Folterwerkzeugen, Waffen- und Weinkeller, Wohnkammern und über eine Wendeltreppe in den doppeltürmigen Bergfried. Auf dem spitzen Dach des Bruderturms befindet sich ein Greif als Wetterfahne, im Turm das Glockengeläut mit drei Glocken (Schlagtöne: fis1, a1 und c2).
Sehenswert ist neben dem Dorf- und Burgmuseum eine der wenigen Doppelkapellen in Deutschland: 1462 entstand die St. Katharinenkapelle als Wehrkirche im gotischen Stil. Beim Barock-Umbau wurde der Burghof mit Erde aufgeschüttet, so dass die Kapelle heute unterirdisch gelegen ist. Dort befinden sich Fresken und Schießscharten sowie Kasematten mit Deckenwölben und Verteidigungskammern. Die von 1687 bis 1702 über der Wehrkirche aufgebaute Barockkirche enthält eine umfangreiche Stuckdekoration und ist in die Zeit des italienischen Frühbarocks einzuordnen. Ober- und Unterkirche sind durch eine Treppe miteinander verbunden.
Wanderwege rund um die Burg sowie ein Kräuterlehrgarten machen die Anlage zu einem beliebten Ausflugsziel.

## Glockenmuseum
Die Burg beherbergt seit 1984 im Bollwerk (Geschützturm) „Roßmühle“ das Glockenmuseum Glockenwelt Burg Greifenstein. Besucher können fast 100 Glocken besichtigen und teils auch selbst zum Klingen bringen. Die Technik und die Geschichte der Glockenherstellung werden erklärt.

## Kommunale Einrichtungen
Das Standesamt der Gemeinde Greifenstein unterhält seit Mai 2005 ein Trauzimmer „Münze“ auf der Burg.

## Bildgalerie

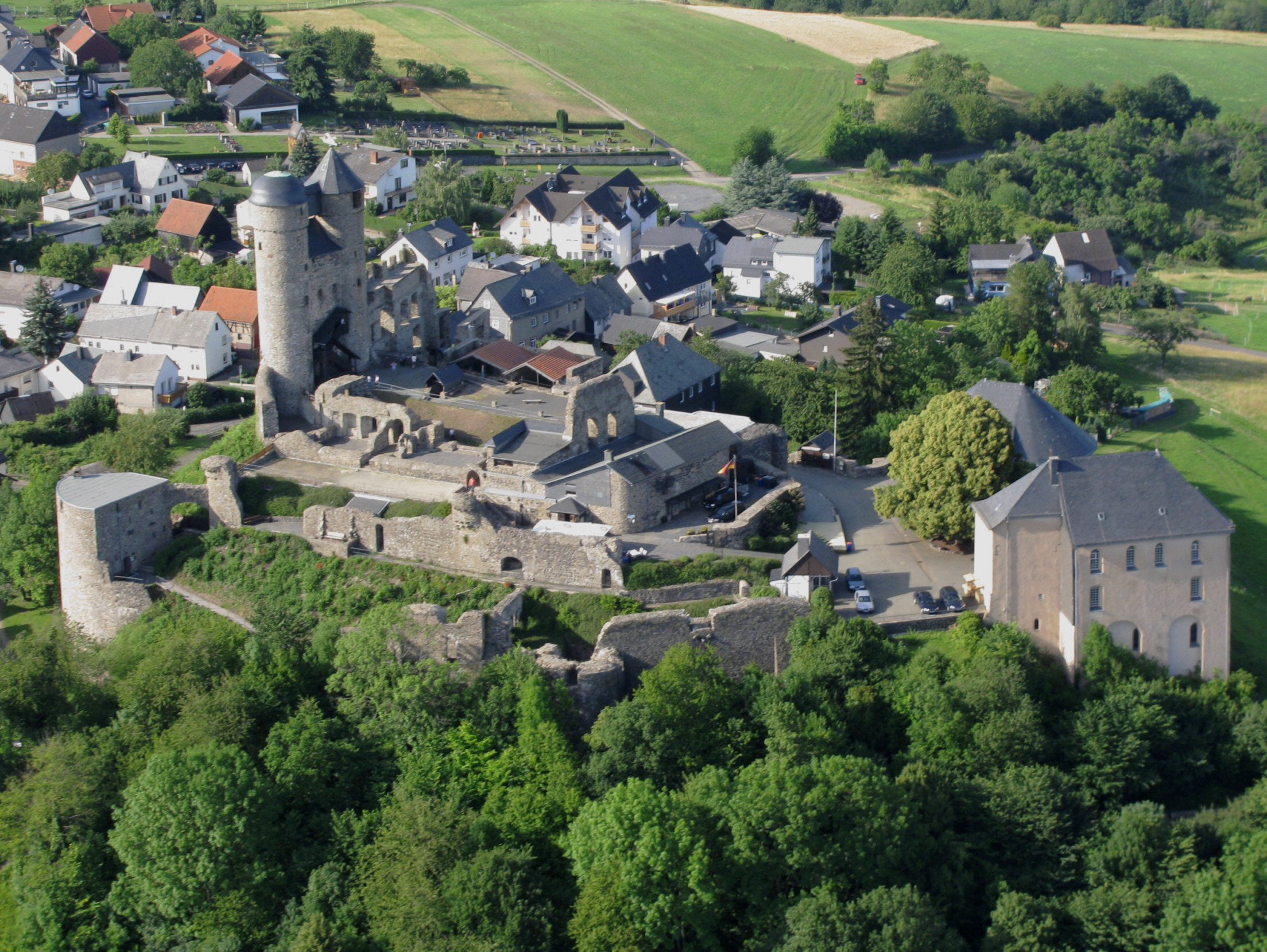
Luftaufnahme der Burg
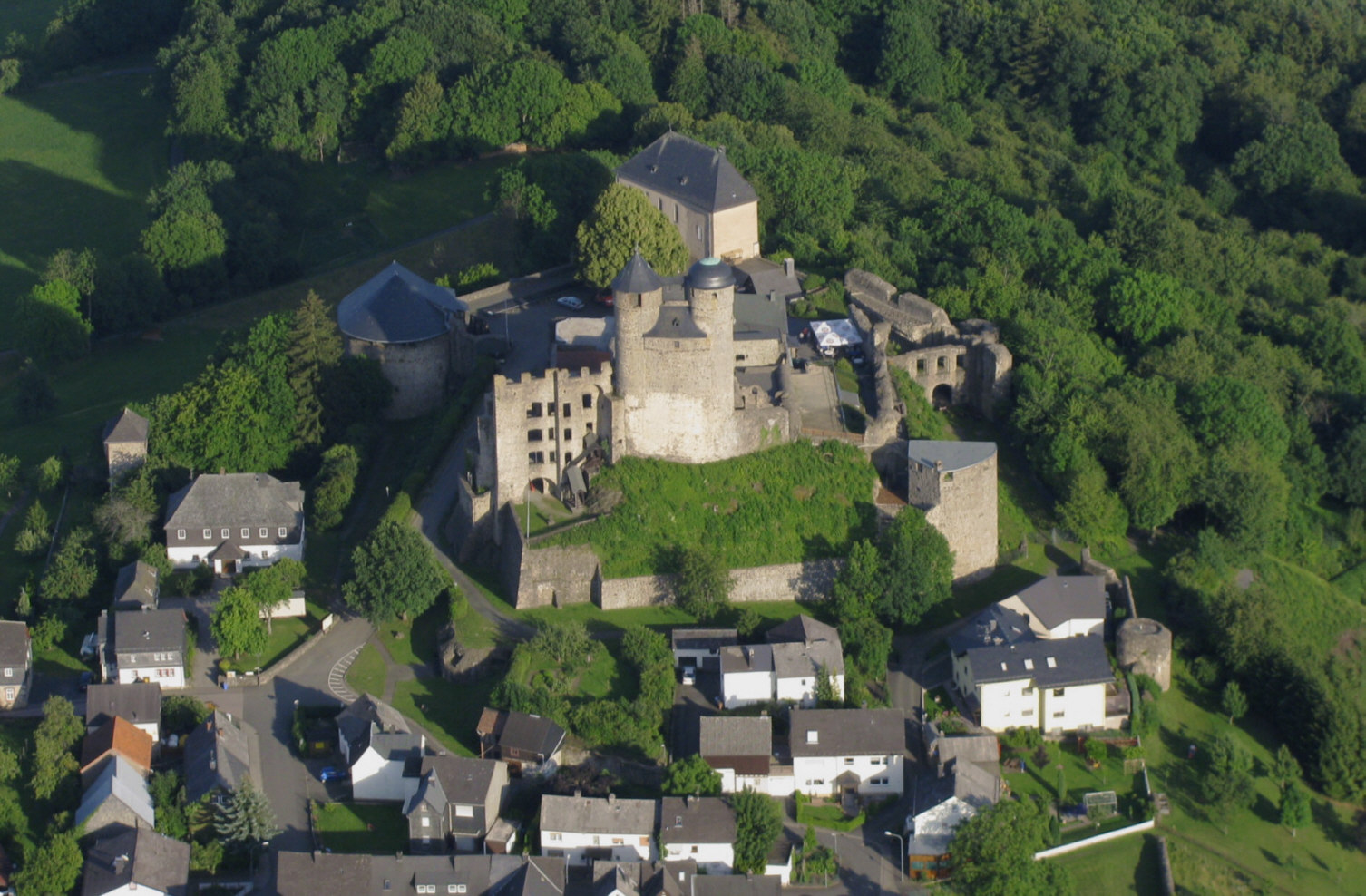
Frontseite aus der Luft
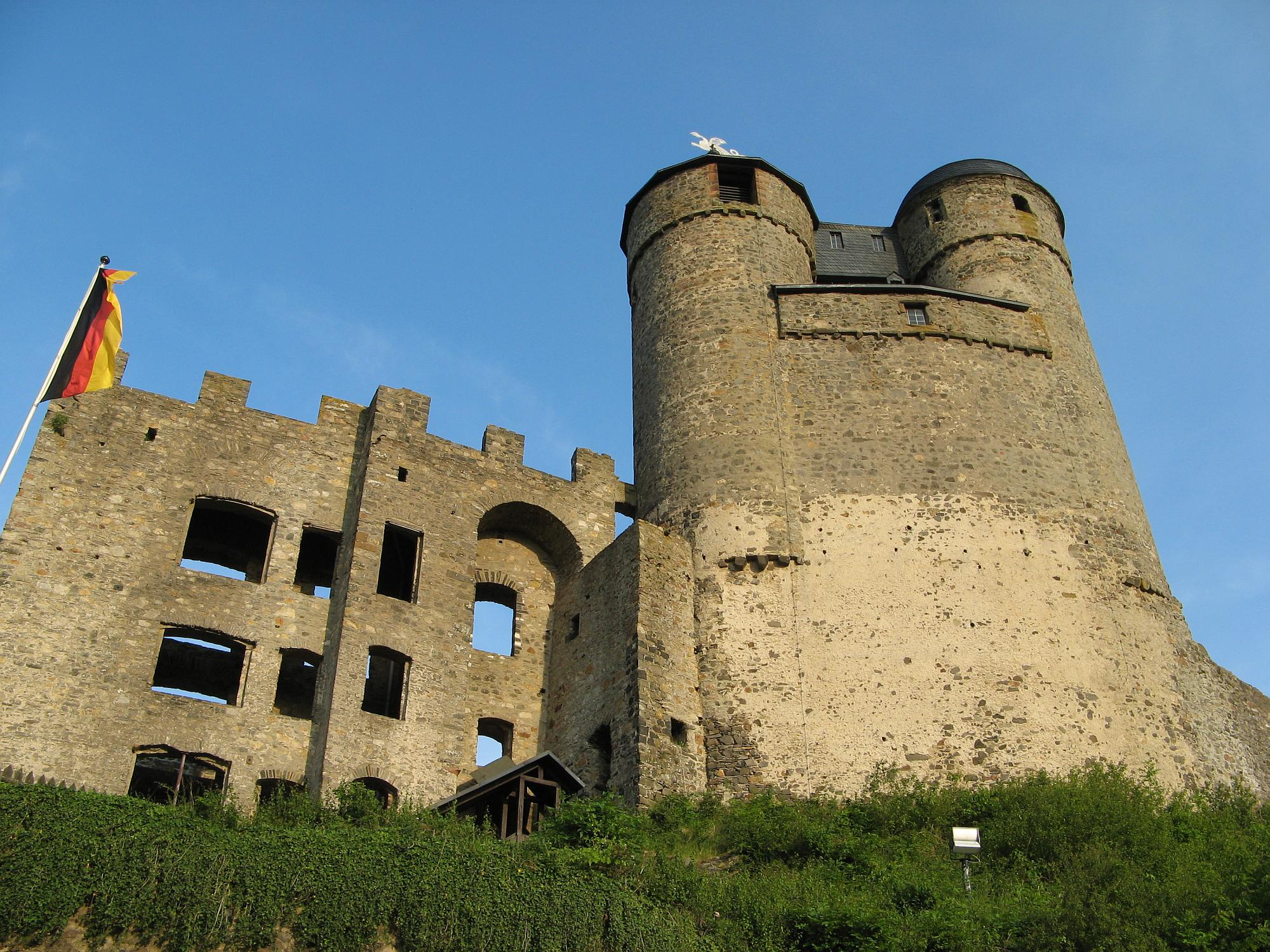
Vorderansicht
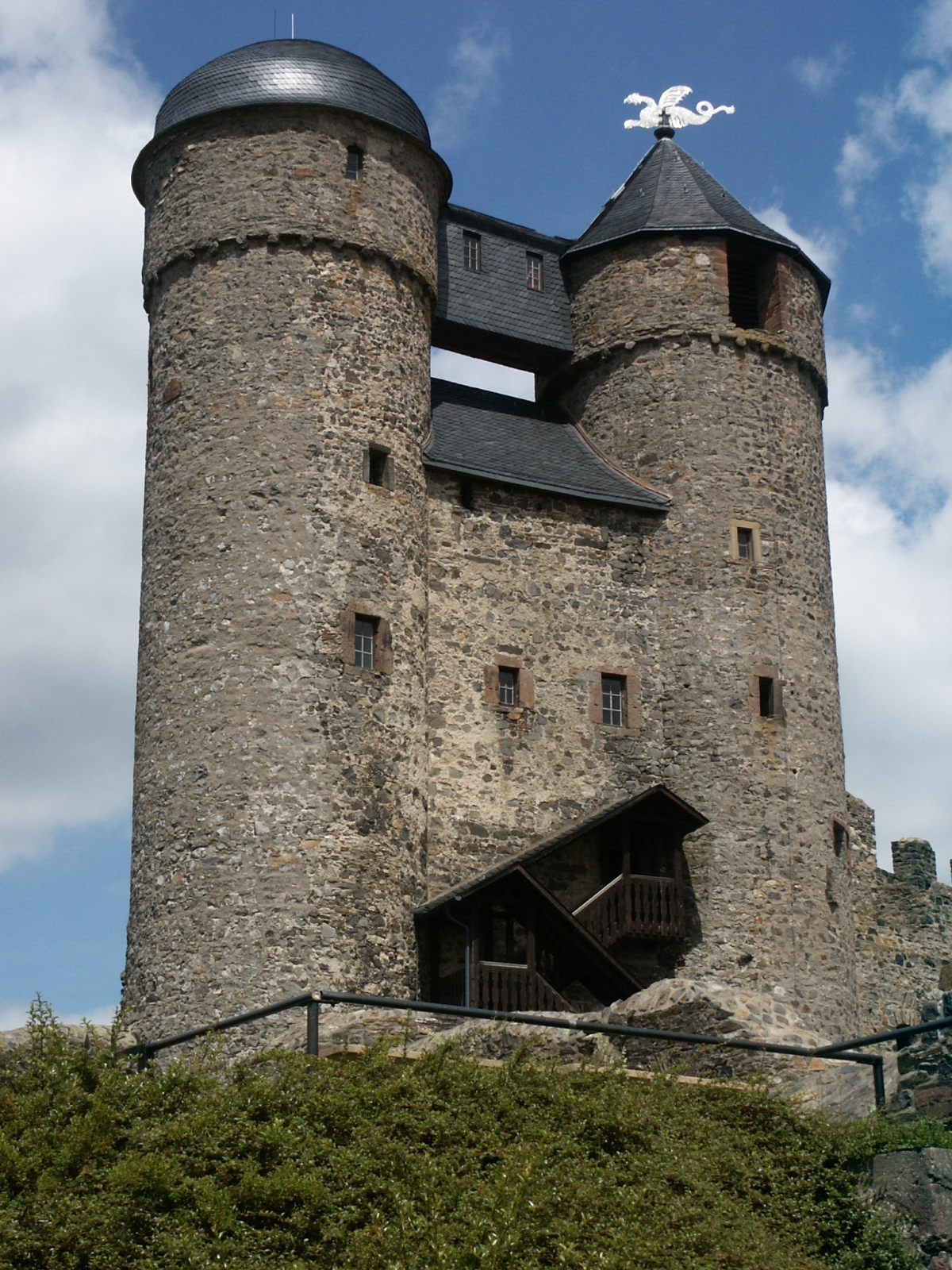
Die Doppeltürme
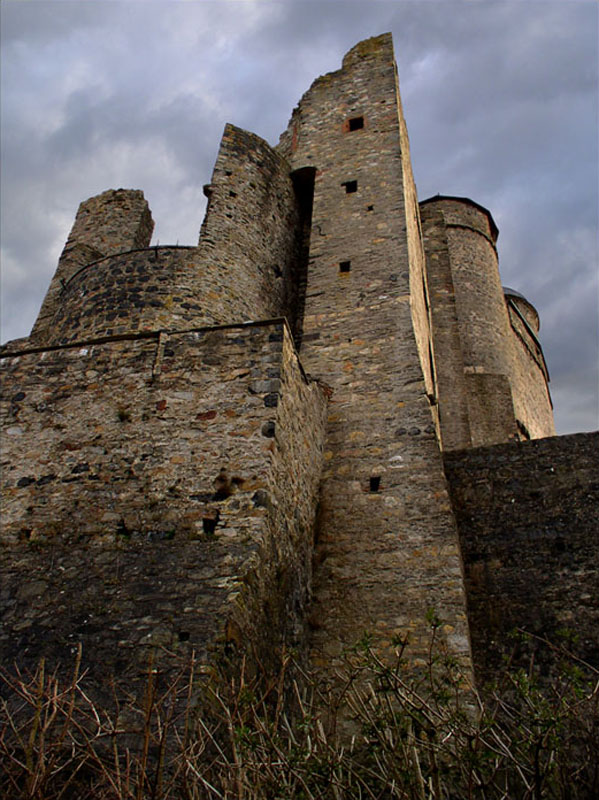
Mystische Seite der Burg